# 1635
1635 (MDCXXXV) byl rok, který dle gregoriánského kalendáře započal pondělím.

## Události
- 22. února – Ludvík XIII. na žádost kardinála Richelieu schválil založení Francouzské akademie
- 30. května – třicetiletá válka: v Praze byl uzavřen tzv. pražský mír mezi císařem Ferdinandem II. a saským kurfiřtem Janem Jiřím, čímž postupně začalo usmiřování císaře s říšskými zeměpány; z nejdůležitějších změn bylo odstoupení Horní a Dolní Lužice Sasku, které tím natrvalo opustily svazek zemí Koruny české
- 9. října – Roger Williams, pozdější zakladatel Rhode Islandu, je vyhnán z Massachusetts Bay Colony pro kritiku náboženské nesvobody a zabírání indiánské půdy
- 15. listopadu – pohřeb Thomase Parra, který zemřel v údajném věku 152 let

### Probíhající události
- 1568–1648 – Nizozemská revoluce
- 1568–1648 – Osmdesátiletá válka
- 1618–1648 – Třicetiletá válka
- 1635–1659 – Francouzsko-španělská válka

## Narození

#### Česko
- 11. března – Jiří Holík, kazatel a ovocnář († 1707/10)
- 10. července – Marie Benigna Sasko-Lauenburská, paní východočeského Náchodského panství († 1. prosince 1701)
- neznámé datum
  - František Ferdinand Gallas, šlechtic († 4. ledna 1697)

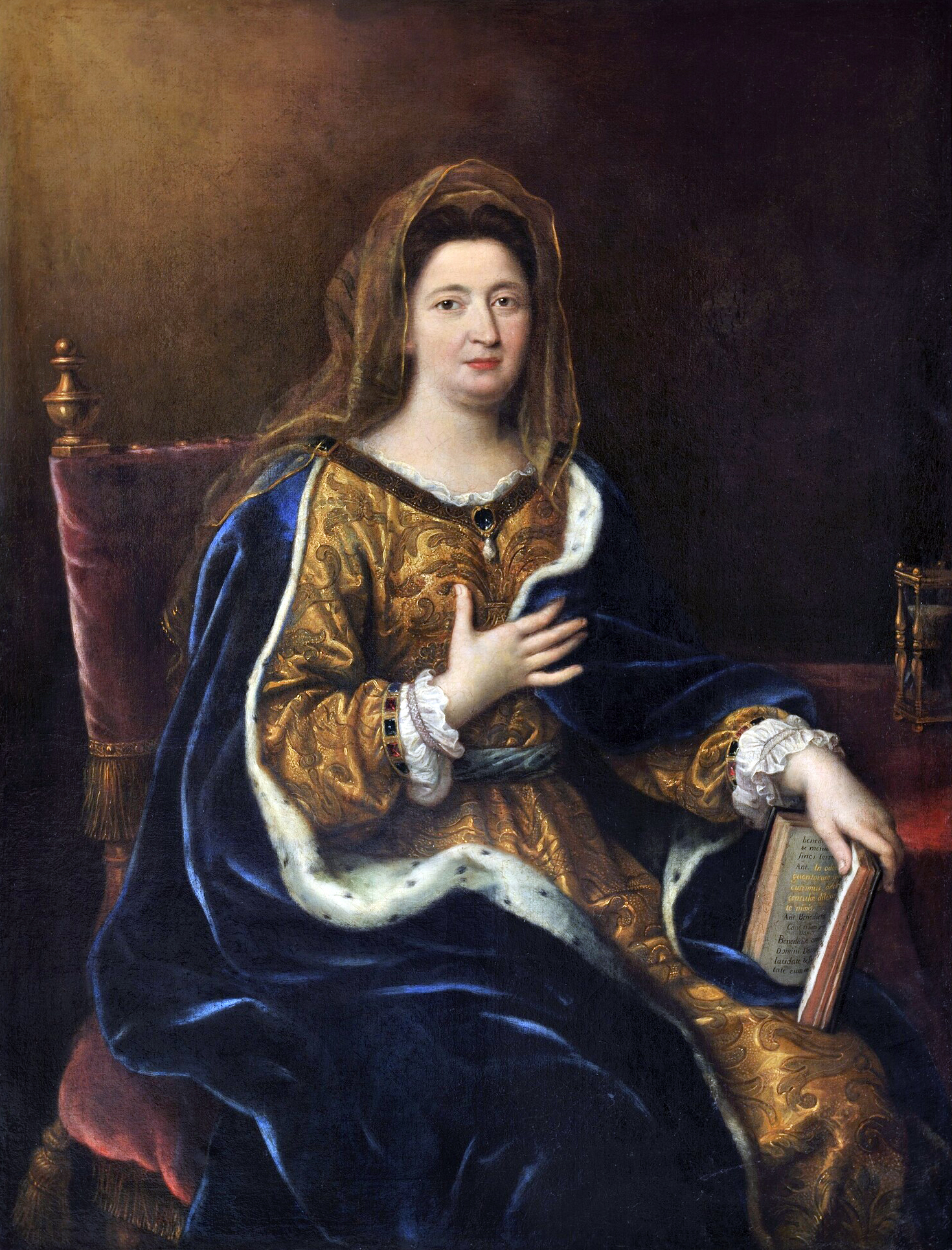
Madame de Maintenon (* 28. listopadu)

#### Svět
- 10. ledna – Alexander Farnese, italský šlechtic († 18. února 1689)
- 13. ledna – Philipp Jacob Spener, německý teolog († 5. února 1705)
- 25. ledna – Daniel Casper von Lohenstein, německý barokní básník, dramatik a diplomat († 28. dubna 1683)
- 20. března – Alžběta Amálie Hesensko-Darmstadtská, německá šlechtična a falcká kurfiřtka († 4. srpna 1709)
- 03. května – Evžen Mořic Savojský, francouzský šlechtic a generál († 7. června 1673)
- 06. května – Johann Joachim Becher, německý učenec, lékař, alchymista a chemik († října 1682)
- 03. června – Philippe Quinault, francouzský dramatik a libretista († 26. listopadu 1688)
- 14. června – Januš Antonín Wiśniowiecký, polsko-litevský šlechtic († 16. ledna 1741)
- 18. července – Robert Hooke, anglický přírodovědec († 3. března 1703)
- 08. září – Pavel I. Esterházy z Galanty, císařský polní maršál a první kníže magnátské rodiny Esterházy († 26. března 1713)
- 03. října – Isabela d'Este, parmská vévodkyně († 21. srpna 1666)
- 15. listopadu – Markéta Jolanda Savojská, vévodkyně parmská († 29. dubna 1663)
- 28. listopadu – Madame de Maintenon, milenka francouzského krále Ludvíka XIV. († 15. dubna 1719)
- neznámé datum
  - Kara Mustafa, osmanský generál a velkovezír († 25. prosinec 1683)
  - Pietro Simone Agostini, italský skladatel († 1. října 1680)
  - Francis van Bossuit, vlámský sochař († 1692)
  - Folbert van Alten-Allen, nizozemský malíř vedut († 28. prosince 1715)
  - Köprülüzade Fazıl Ahmed Paša, osmanský velkovezír († 3. listopadu 1676)
  - Dzanabadzar, mongolský šlechtic († 1723)

## Úmrtí
Česko
- 15. února – Jaroslav Volf ze Šternberka, hejtman prácheňského kraje, císařský rada a komoří (* ?)
- 27. března – Kryštof Šimon Thun, šlechtic z rodu Thun-Hohensteinů (* 12. září 1582)
- 02. června – Jan Varlich mladší z Bubna, šlechtic z rodu Bubnů z Litic (* kolem 1570)
- 12. října – Pavel Konopeus, augustiniánský řeholník, zakladatel tiskárny v České Lípě (* 2. října 1595)
- neznámé datum
  - Václav Vratislav z Mitrovic, český spisovatel (* 1576)

Svět
- 4. ledna – Alžběta Lotrinská, vévodkyně a kurfiřtka bavorská (* 9. října 1574)
- 14. března – Jacques Callot, francouzský kreslíř a rytec (* 1592)
- 17. května – Domenico Robusti, benátský manýristický malíř (* 27. listopadu 1560)
- 26. května – Jan Linsen, nizozemský malíř mytologických a historických témat (* 1602)
- 27. července – Şehzade Bayezid, syn osmanského sultána Ahmeda I. (* listopad 1612)
- 07. srpna – Friedrich Spee, německý jezuita, spisovatel a básník (* 25. února 1591)
- 09. srpna – Jan II. Falcko-Zweibrückenský, falcko-zweibrückenský vévoda (* 26. března 1584)
- 24. srpna – Egon VIII. z Fürstenbergu-Heiligenbergu, říšský hrabě z Bavorska (* 21. března 1588)
- 27. srpna – Lope de Vega, španělský dramatik a básník (* 25. listopadu 1562)
- 16. září – Juan Roco de Campofrío, španělský duchovní, biskup (* 8. června 1565)
- 24. října – Wilhelm Schickard, německý polyhistor a vynálezce (* 22. dubna 1592)
- 12. prosince – Ivan Sulima, záporožský ataman a hejtman záporožské armády (* ?)
- 25. prosince – Samuel de Champlain, francouzský geograf, kartograf, diplomat a cestovatel (* asi 1567)
- neznámé datum
  - Giovanni Battista Caracciolo, italský malíř (* 1578)
  - Jean-Baptiste Gramaye, brabantský historik, diplomat, literát a cestovatel (* 29. dubna 1579)

## Hlavy států
- Anglie – Karel I. (1625–1649)
- Francie – Ludvík XIII. (1610–1643)
- Habsburská monarchie – Ferdinand II. (1619–1637)
- Osmanská říše – Murad IV. (1623–1640)
- Polsko-litevská unie – Vladislav IV. Vasa (1632–1648)
- Rusko – Michail I. (1613–1645)
- Španělsko – Filip IV. (1621–1665)
- Švédsko – Kristýna I. (1632–1654)
- Papež – Urban VIII. (1623–1644)
- Perská říše – Safí I.